# Claudio Ghione
Claudio Ghione (... – Acqui Terme, settembre 1999) è stato un hockeista su pista e allenatore di hockey su pista italiano.

## Palmarès

### Giocatore

#### Club

##### Competizioni nazionali
- Campionato italiano: 4

Novara: 1946, 1947, 1949, 1950